# 26. Bayerische Theatertage Ingolstadt 2008

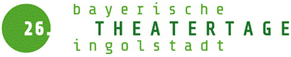
Logo der 26. Bayerischen Theatertage 2008

Die 26. Bayerischen Theatertage fanden vom 25. Mai bis 8. Juni 2008 in Ingolstadt statt, das damit zum vierten Mal nach 1986, 1993 und 2001 zum vierten Mal Gastgeber der Bayerischen Theatertage, des größten bayerischen Theaterfestivals, war.

## Programm
Bei den 26. Bayerischen Theatertagen führten 28 Bühnen aus Bayern mehr als 40 Produktionen verschiedener Genres auf und erreichten damit an den fünfzehn Festivaltagen insgesamt 16.200 Zuschauer, was eine Auslastung von über 92 Prozent bedeutete.

## Bühnen und Stücke (Auswahl)
1. Theater Ingolstadt
  - 25. Mai 2008: The Räuber (Großes Haus)
2. Theater Ingolstadt
  - 25. Mai 2008: Lantana (Kleines Haus)
3. Mainfranken Theater Würzburg
  - 26. Mai 2008: Dantons Tod (Großes Haus)
4. Theater Augsburg
  - 26. Mai 2008: Amoklauf mein Kinderspiel (Kleines Haus)
5. Landestheater Schwaben Memmingen
  - 26. Mai 2008: Unter der Treppe (Werkstattbühne)